# پدرو جونیور
پدرو جونیور (به پرتغالی: Pedro Bispo Moreira Júnior) مهاجم اهل برزیل است که در شهر Santana do Araguaia، پارا و در تاریخ ۲۹ ژانویهٔ ۱۹۸۷ به دنیا آمده‌است.
پدرو جونیور در تیم‌های فوتبال Vila Nova سابقهٔ حضور دارد.